# Ali Al Habsi
Ali Abdullah Harib Al Habsi (árabe: علي بن عبد الله بن حارب الحبسي; Mascate, Omán, 30 de diciembre de 1981) es un exfutbolista omaní que jugaba de portero.

## Trayectoria

### Al-Midhaibi
Onició su carrera en el Al-Midhaibi, un equipo de la tercera división omaní. Luego de tres años en la tercera división fue traspasado al Al-Nasr, ayudando a su equipo a ganar la Copa Sultan Qaboos en 2003.

### Lyn Oslo
Al concluir la temporada 2003, fue transferido al club Lyn Oslo de la Tippeligaen noruega, convirtiéndose en el primer jugador internacional omaní en jugar en Europa. En 2004 fue nombrado como el arquero del año en Noruega.

### Bolton Wandereres
En enero de 2006 fichó por el Bolton Wanderers de la Premier League inglesa en medio de alegaciones de corrupción contra su agente y los dueños del club por un supuesto conflicto de intereses. Pese a esto, Al Habsi se incorporó al club, aunque no llegaría a jugar ningún partido en su primera temporada con el Bolton.
Jugó su primer partido oficial con el Bolton en la victoria 2-1 sobre el Fulham en tiempo extra en la Football League Cup en septiembre de 2007. El portero jugó 15 partidos durante la temporada 2007-08, destacándose en su participación en el partido por la Copa UEFA ante el Bayern de Múnich. Hizo su debut en la Premier League esa misma temporada en un partido contra el Wigan Athletic. No obstante, en diciembre de 2008 tuvo que regresar al banco luego de que el portero titular del Bolton, Jussi Jääskeläinen, se recuperara de su lesión.

### Wigan Athletic
El 15 de julio de 2010 se unió en calidad de préstamo a los rivales locales del Bolton, el Wigan Athletic, por toda la temporada 2010-11. Hizo su debut con el nuevo club el 24 de agosto en un partido de la Carling Cup contra el Hartlepool United y jugó su primer partido en la Premier League el 28 de agosto de 2010 en un partido contra el Tottenham.
El 4 de julio de 2011 el Wigan hizo permanente su traspaso desde el Bolton por una cifra estimada de 4 millones de libras.

### Reading
En el verano del 2015 dejó el Wigan y fichó por el Reading al que llegó libre.
A finales de agosto de 2019 firmó con el West Bromwich Albion F. C. hasta final de temporada.
El 21 de agosto de 2020 anunció su retirada.

## Selección nacional
Fue internacional con la selección de fútbol de Omán en 136 ocasiones.

### Participaciones internacionales
| Copa                            | Sede                                    | Resultado    |
| ------------------------------- | --------------------------------------- | ------------ |
| Copa Asiática 2004              | China                                   | Primera fase |
| Copa Asiática 2007              | Indonesia, Malasia, Tailandia y Vietnam | Primera fase |
| Copa de Naciones del Golfo 2009 | Omán                                    | Campeón      |

## Clubes
| Club                                  | País           | Año       |
| ------------------------------------- | -------------- | --------- |
| Al-Midhaibi                           | Omán           | 1998-2002 |
| Al-Nasr                               | Omán           | 2002-2003 |
| F. C. Lyn Oslo                        | Noruega        | 2003-2005 |
| Bolton Wanderers F. C.                | Inglaterra     | 2006-2010 |
| Wigan Athletic F. C.                  | Inglaterra     | 2010-2015 |
| Brighton & Hove Albion F. C. (cedido) | Inglaterra     | 2014      |
| Reading F. C.                         | Inglaterra     | 2015-2017 |
| Al-Hilal Saudi F. C.                  | Arabia Saudita | 2017-2019 |
| West Bromwich Albion F. C.            | Inglaterra     | 2019-2020 |

## Palmarés

### Títulos nacionales
| Título                      | Club                 | País           | Año     |
| --------------------------- | -------------------- | -------------- | ------- |
| FA Cup                      | Wigan Athletic F. C. | Inglaterra     | 2012-13 |
| Liga Profesional Saudí      | Al-Hilal Saudi F. C. | Arabia Saudita | 2017-18 |
| Supercopa de Arabia Saudita | Al-Hilal Saudi F. C. | Arabia Saudita | 2018    |